# 六月八幡神社
六月八幡神社（ろくがつはちまんじんじゃ）は東京都足立区の神社。

## 概要
天喜年間（1053年～1058年）に創建された。前九年の役出征のため、源頼義・義家父子の軍勢が当地を通りかかった際に、賊に遭遇して苦戦したが、八幡神に戦勝を祈願して、勝利を得ることができた。
その戦勝に感謝して八幡神を祀るために創建された。また当社の隣りに炎天寺も建立し、当社の別当寺とした。そういう経緯もあって、現在も神社と寺を分ける塀が途中で切れており、事実上境内が一体化している。
明治時代以降の当社の管理は鷲神社が行っている。

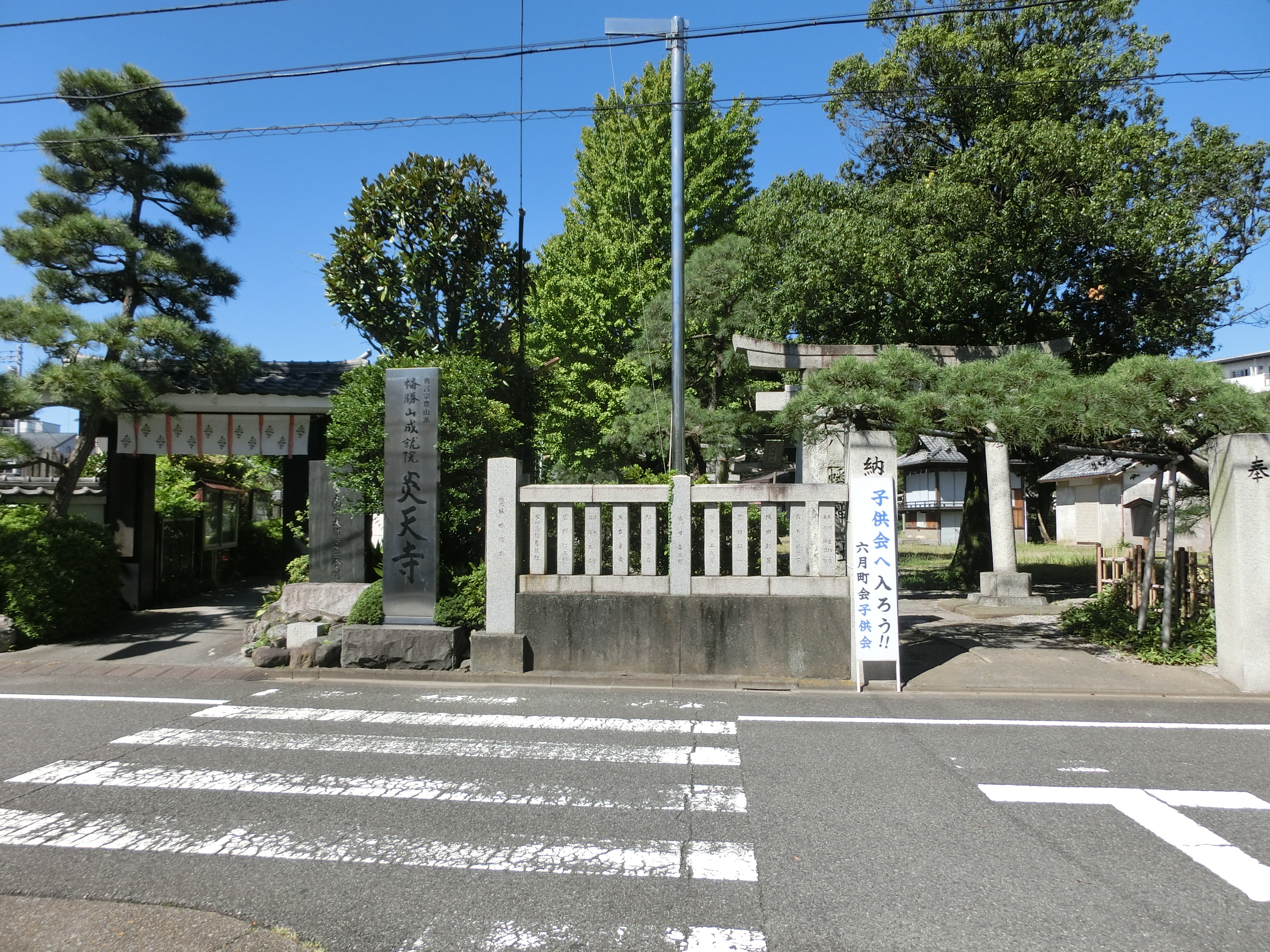
入口は別々である。（左：炎天寺、右：六月八幡神社）
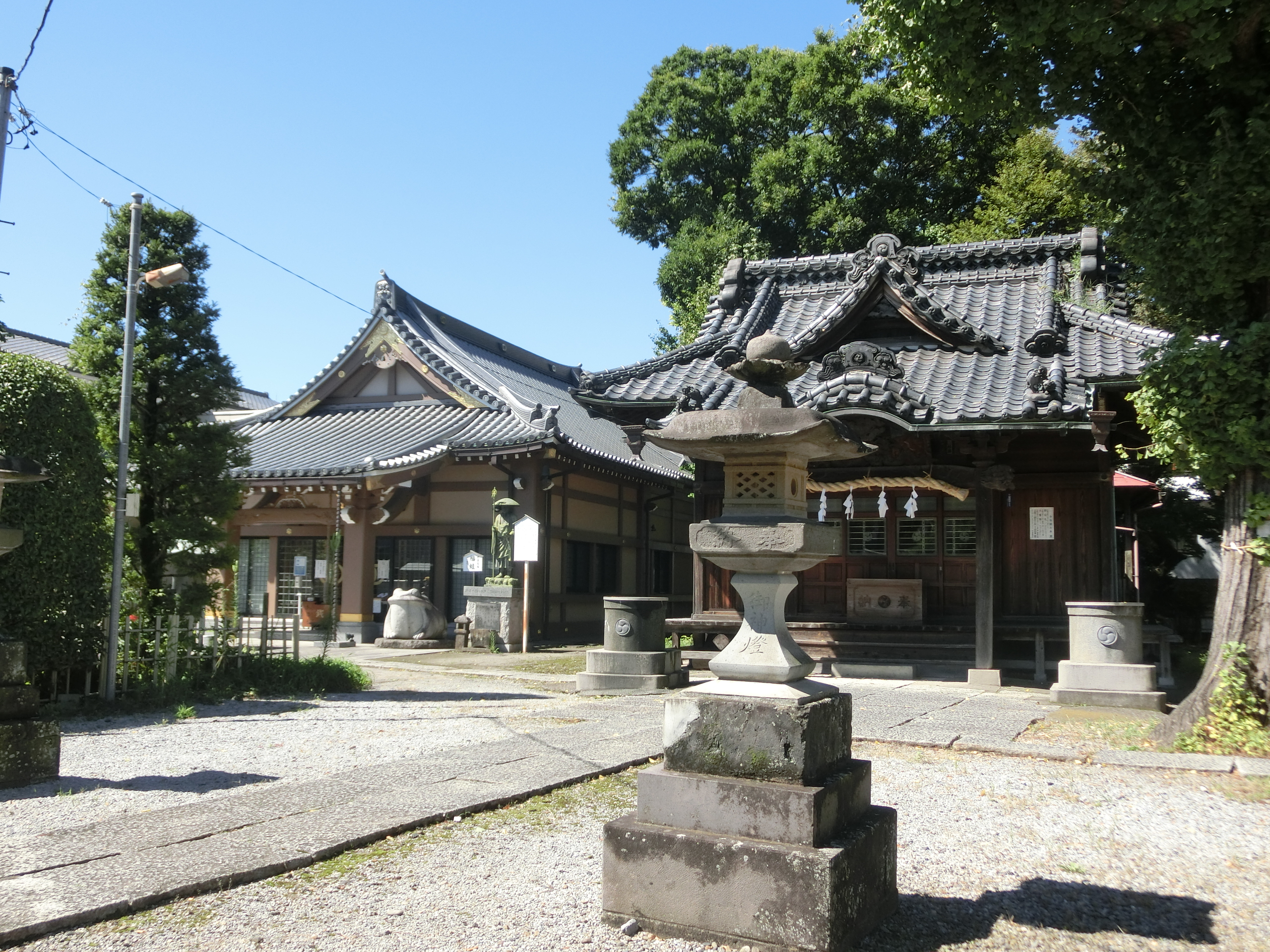
境内は一体化している。（左：炎天寺の仏殿、右：六月八幡神社の社殿）

## 交通アクセス
- 竹ノ塚駅より徒歩11分（経路案内）。